# Aeropuerto Internacional de Cincinnati/Norte de Kentucky
El Aeropuerto Internacional de Cincinnati/Norte de Kentucky (del inglés: Cincinnati/Northern Kentucky International Airport) (IATA: CVG, OACI: KCVG, FAA LID: CVG), es un aeropuerto internacional público ubicado en Hebron, Kentucky, Estados Unidos. Sirve al Área metropolitana de Cincinnati-Norte de Kentucky. El código del aeropuerto, CVG, proviene de la ciudad más cercana en el momento de su apertura, Covington, Kentucky. CVG cubre un área de 2,800 ha (7,000 acres).
El Aeropuerto Internacional de Cincinnati / Northern Kentucky ofrece un servicio de pasajeros sin escalas a 63 destinos en salidas diarias pico de 180 a 190 en América del Norte y Europa.  El aeropuerto es una ciudad foco para Allegiant Air, Delta Air Lines y Frontier Airlines. Además, CVG es el aeropuerto de carga de más rápido crecimiento en América del Norte. El aeropuerto es un centro global para Amazon Air, Atlas Air, ABX Air, Kalitta Air, Southern Air y DHL Aviation, y maneja numerosos vuelos de carga nacionales e internacionales todos los días. En general, CVG ocupa el cuarto lugar en América del Norte en cuanto a operaciones totales de carga.

## Aerolíneas y destinos

### Pasajeros
| Aerolíneas           | Destinos |
| -------------------- | --- |
| Air Canada Express   | Toronto–Pearson Estacional: Montreal–Trudeau |
| Alaska Airlines      | Seattle/Tacoma |
| Allegiant Air        | Austin, Cayo Hueso, Charleston (SC), Destin/Fort Walton Beach, Fort Lauderdale, Gulf Shores, Jacksonville (FL), Las Vegas, Los Ángeles, Melbourne/Orlando, Myrtle Beach, Newark, Nueva Orleans, Orlando/Sanford, Phoenix/Mesa, Portland (OR), Punta Gorda (FL), Sarasota, San Petersburgo/Clearwater, Savannah, West Palm Beach Estacional: Denver, Norfolk, Providence |
| American Airlines    | Charlotte, Dallas/Fort Worth, Phoenix–Sky Harbor Estacional: Cancún, Chicago–O'Hare, Filadelfia |
| American Eagle       | Boston, Charlotte, Chicago–O'Hare, Filadelfia, Miami, Nueva York–JFK, Nueva York–LaGuardia (finaliza el 2 de septiembre de 2025), Washington–National |
| Breeze Airways       | Charleston (SC), San Francisco Estacional: Hartford, Providence, San Diego |
| British Airways      | Londres–Heathrow |
| Delta Air Lines      | Atlanta, Detroit, Fort Lauderdale, Fort Myers, Las Vegas, Los Ángeles, Mineápolis/St. Paul, Orlando, París–Charles de Gaulle, Salt Lake City, Seattle/Tacoma, Tampa Estacional: Cancún |
| Delta Connection     | Austin, Boston, Detroit, Mineápolis/St. Paul, Newark, Nueva York–JFK, Nueva York–LaGuardia, Raleigh/Durham, Washington–National |
| Frontier Airlines    | Atlanta, Austin, Boston, Cancún, Dallas/Fort Worth, Denver, Fort Lauderdale, Fort Myers, Houston–Intercontinental, Las Vegas, Miami, Orlando, Pensacola, Phoenix–Sky Harbor, Punta Cana, Sarasota, Tampa, West Palm Beach |
| Southwest Airlines   | Baltimore, Chicago–Midway, Denver, Nashville, Orlando Estacional: Fort Myers, Phoenix–Sky Harbor, Tampa |
| Sun Country Airlines | Estacional: Mineápolis/St. Paul |
| United Airlines      | Chicago–O'Hare, Denver, Houston–Intercontinental |
| United Express       | Chicago–O'Hare, Houston–Intercontinental, Newark, Washington–Dulles |
| Viva                 | Estacional: Cancún |

### Carga
| Aerolíneas             | Destinos |
| ---------------------- | --- |
| ABX Air                | Miami |
| AeroLogic              | Baréin, Fráncfort, Leipzig/Halle, Seúl–Incheon |
| Amazon Air             | Albuquerque, Allentown/Bethlehem, Austin, Boise, Chicago–O'Hare, Chicago/Rockford, Denver, Fort Worth/Alliance, Hartford, Houston–Intercontinental, Lakeland (FL), Los Ángeles, Mánchester (NH), Miami, Mineápolis/St. Paul, Nueva York–JFK, Ontario, Phoenix–Sky Harbor, Portland (OR), San Francisco, San Luis, Seattle/Tacoma, Stockton, Tampa |
| Ameriflight            | Albany, Huntsville, Louisville, Smyrna, Wilkes-Barre/Scranton |
| Atlas Air              | Anchorage, Austin, Baltimore, Boise, Chicago–O'Hare, Chicago–Rockford, Ciudad de México–AIFA, Fort Worth/Alliance, Houston–Intercontinental, Kansas City, Lakeland, Laredo, Las Vegas, Los Ángeles, Mánchester (NH), Miami, Miami–Opa Locka, Ontario, Portland, Richmond, Riverside/March Air Base, San Juan, Seúl–Incheon, Tokio–Narita |
| Cargojet Airways       | Calgary, East Midlands, Ciudad de México–AIFA, Edmonton, Guadalajara, Hamilton (ON), Londres–Heathrow, Monterrey, Montreal–Mirabel, Vancouver, Winnipeg |
| Castle Aviation        | Akron/Canton, Hamilton (ON), Indianapolis–South Greenwood |
| DHL Aviation           | Albany, Anchorage, Atlanta, Austin, Baltimore, Baréin, Bogotá, Boston, Bruselas, Calgary, Cedar Rapids, Chicago–O'Hare, Ciudad de México–AIFA, Ciudad de Panamá-Tocumen, Dallas/Fort Worth, Denver, Detroit, East Midlands, Edmonton, El Paso, Filadelfia–International, Filadelfia–Northeast, Greensboro, Guadalajara, Hamilton (ON), Harlingen, Harrisburg, Hartford, Hong Kong, Honolulu, Houston–Intercontinental, Kansas City, Laredo, Leipzig/Halle, Londres–Heathrow, Los Ángeles, Louisville, Memphis, Miami, Milán–Malpensa, Milwaukee, Mineápolis/St. Paul, Monterrey, Montreal–Mirabel, Moscú-Domodédovo, Moscú-Sheremétievo, Nagoya–Centrair, Nashville, Newark, Nueva Orleans, Nueva York–JFK, Omaha, Orlando, Oscoda, Phoenix–Sky Harbor, Querétaro, Reikiavik-Keflavík, Richmond, Rochester, Sacramento–Mather, Salt Lake City, San Antonio, San Diego, San Francisco, San José de Costa Rica, San Juan (PR), San Juan de Terranova, San Luis, San Pedro Sula, Seattle/Tacoma, Seúl–Incheon, Shanghái–Pudong, Singapur, Sídney, Tokio–Narita, Tulsa, Vancouver, Wilkes–Barre/Scranton, Winnipeg |
| FedEx Express          | Louisville, Memphis Estacional: Detroit, Los Ángeles, Oakland, Pittsburgh |
| Silk Way West Airlines | Anchorage, Chicago–O'Hare, Luxemburgo, Seúl–Incheon |

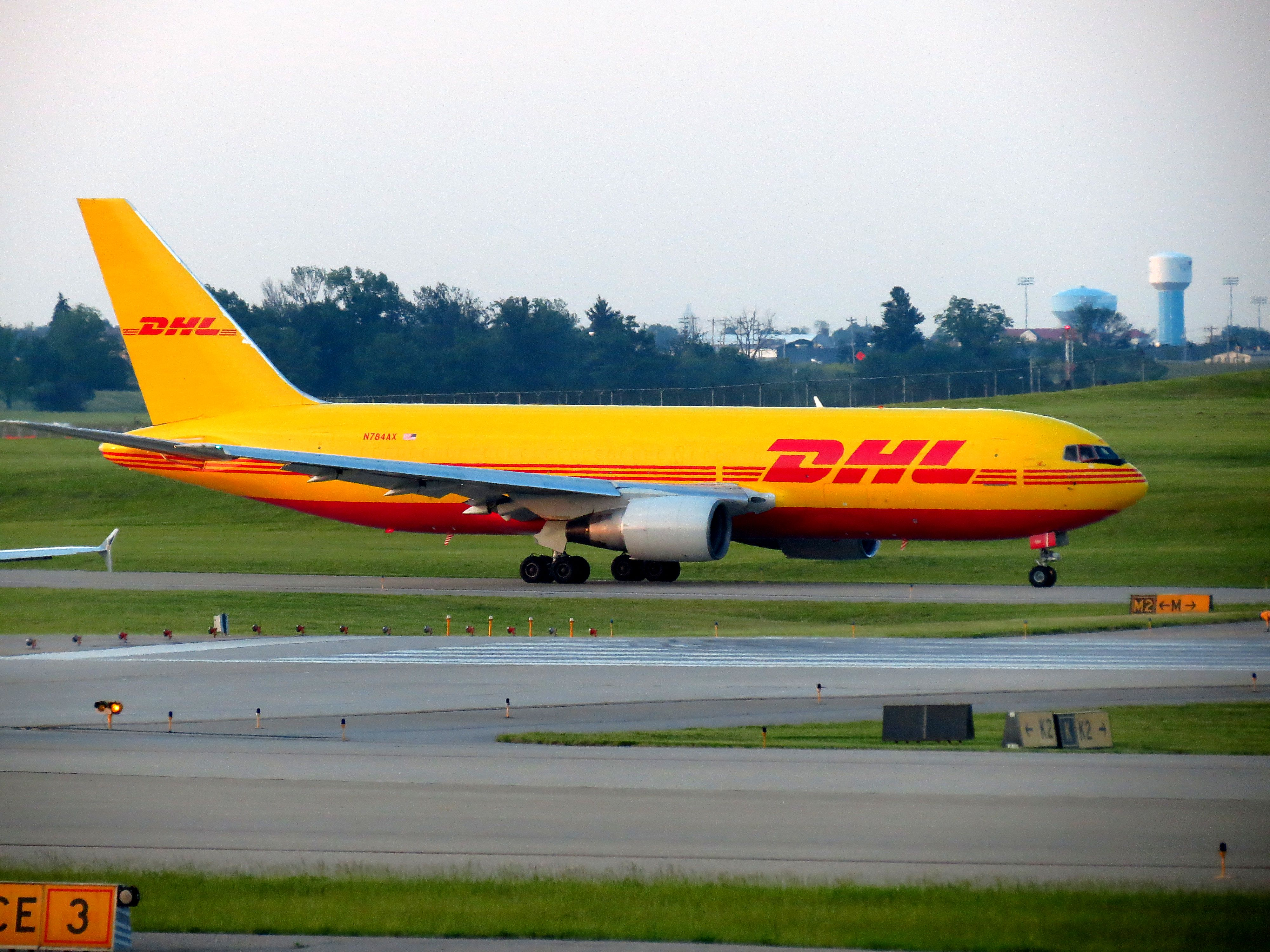
Un Boeing 767-200 de DHL (N784AX) rodando en CVG.

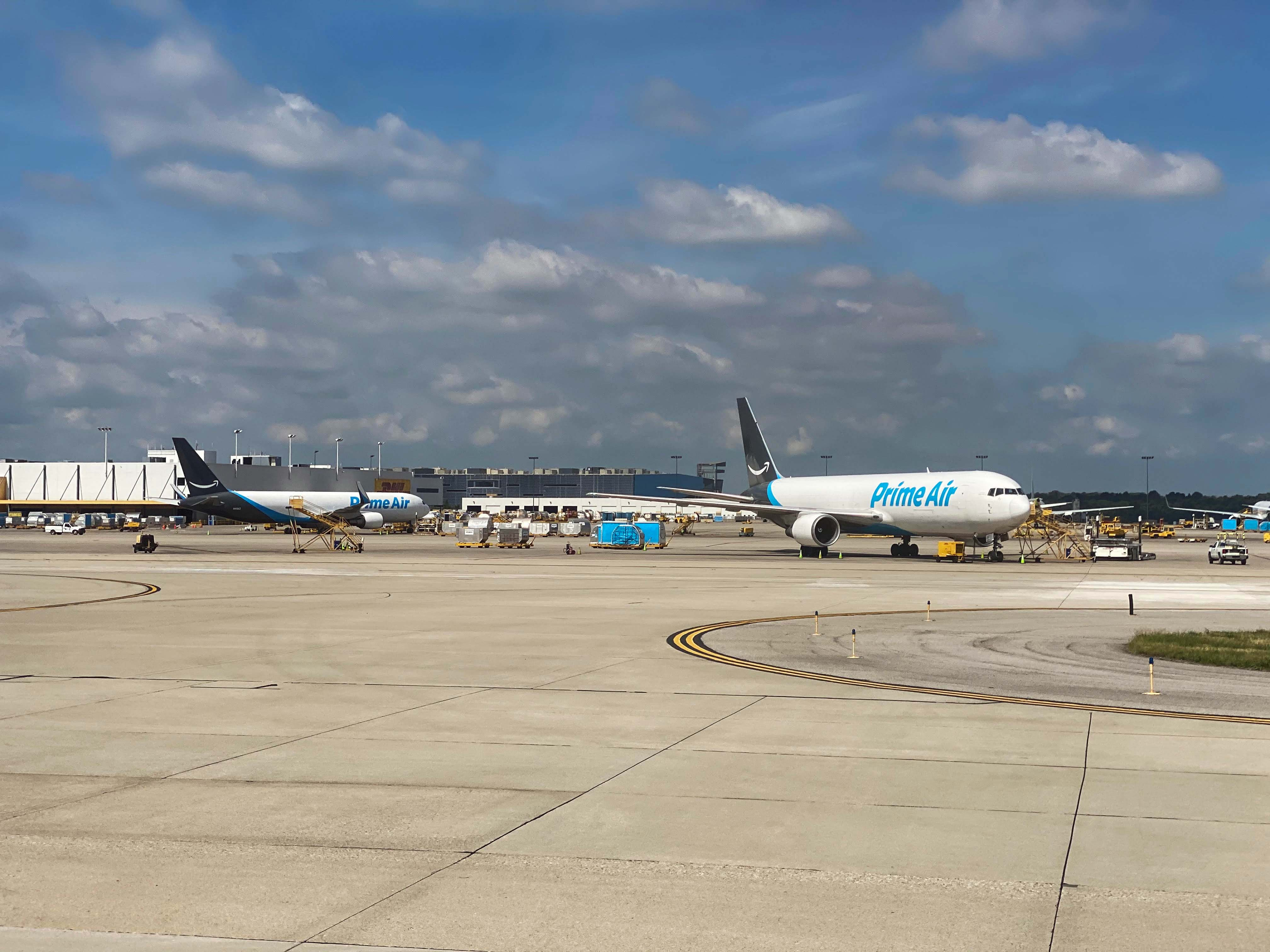
Un Boeing 767-300 de Amazon Air en CVG, su principal centro de carga.

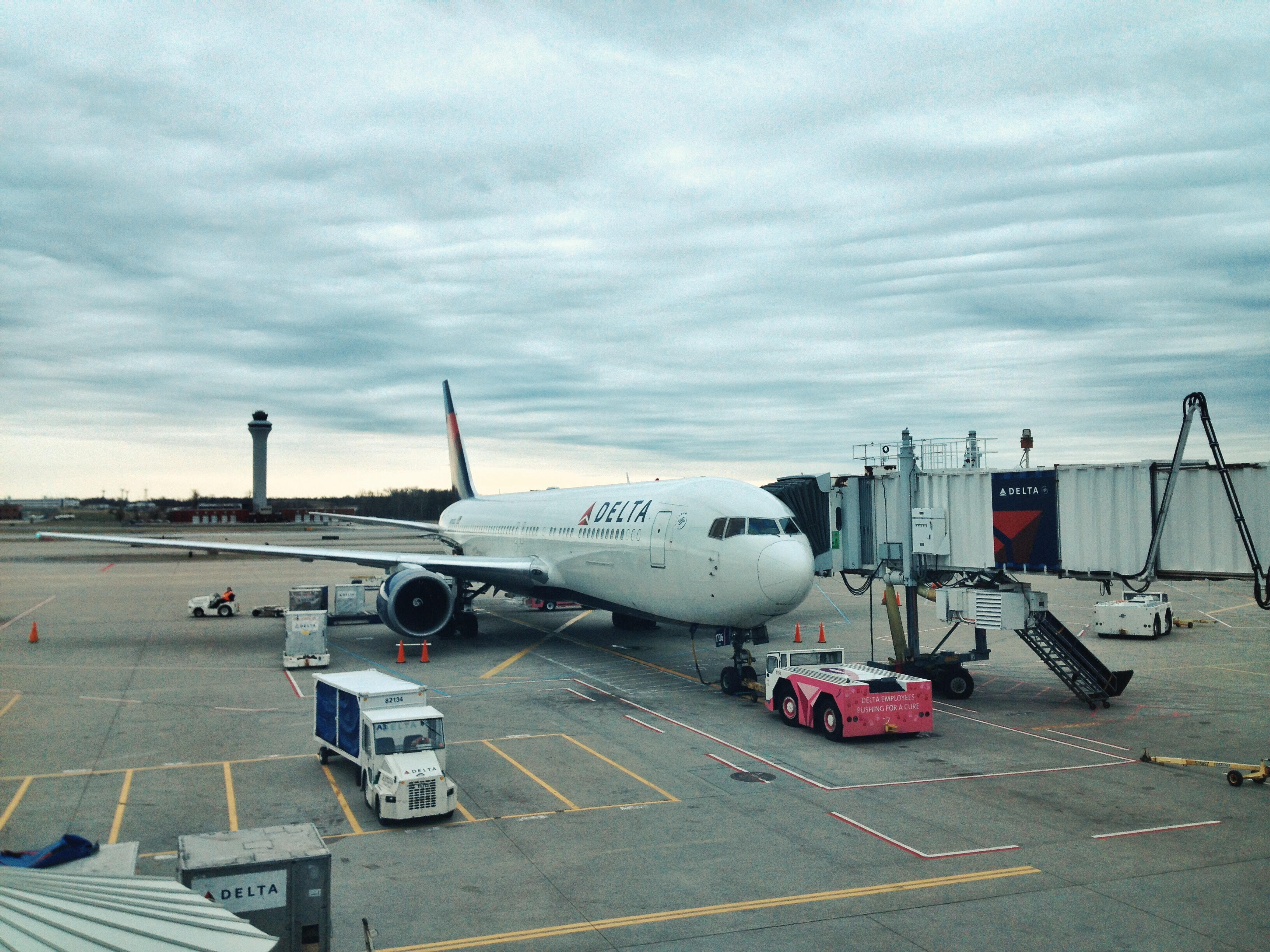
Un Boeing 767-300ER de Delta Air Lines con destino a París.

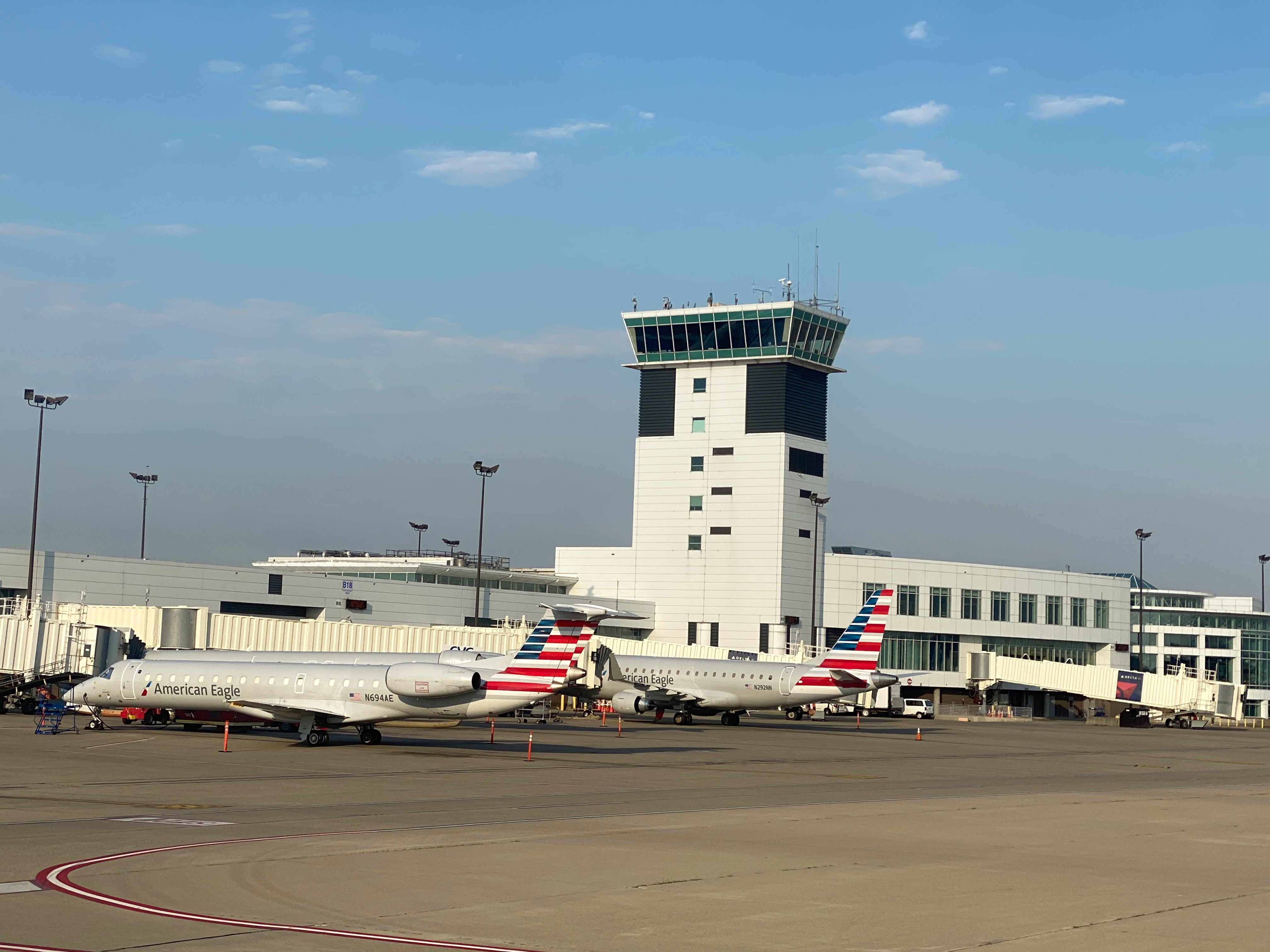
Torre de rampa de la sala B.

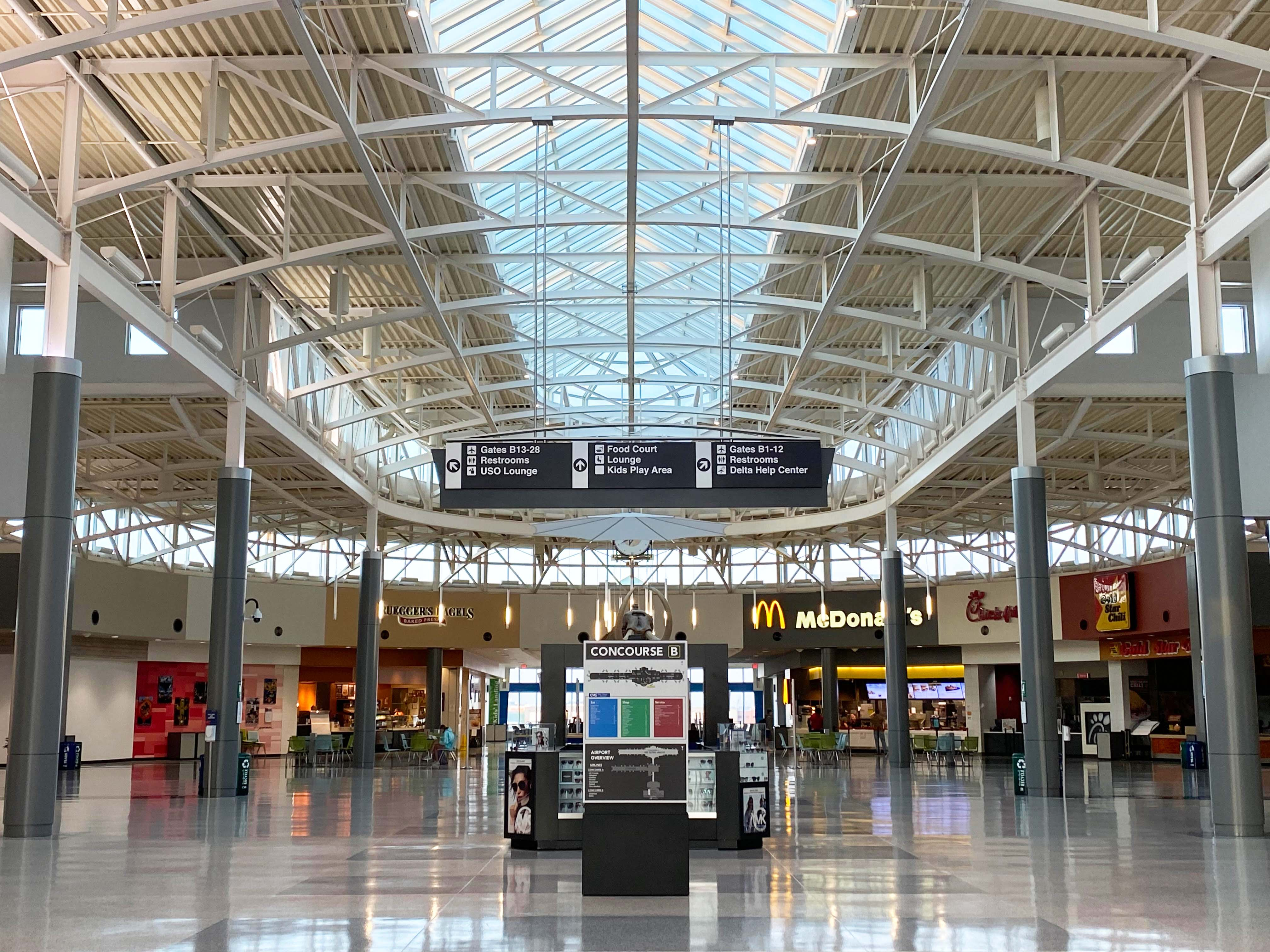
Vista del interior de la Sala B.

- FedEx utiliza Airbus A300 para vuelos de carga en CVG
- Nota: No todas las rutas de DHL son directas, pueden hacer una parada en otro aeropuerto y continuar hacia otro destino.

Los vuelos enumerados en DHL Aviation son operados por otras aerolíneas como:
- Air Cargo Carriers
- ATI
- Amerijet International
- Kalitta Air
- Mesa Airlines
- Northern Air Cargo
- Polar Air
- Southern Air

Entre otras.

### Destinos internacionales
Se ofrece servicio a 6 destinos internacionales (1 estacional), a cargo de 5 aerolíneas.
| Ciudades                                                 | Nombre del aeropuerto                           | Aerolínea                                                                                |              |              |              |
| Norteamérica                                             | Norteamérica                                    | Norteamérica                                                                             | Norteamérica | Norteamérica | Norteamérica |
| -------------------------------------------------------- | ----------------------------------------------- | ---------------------------------------------------------------------------------------- | ------------ | ------------ | ------------ |
| Canadá (2 destinos [1 estacional], 1 aerolínea)          |                                                 |                                                                                          |              |              |              |
| Montreal                                                 | Aeropuerto Internacional Pierre Elliott Trudeau | Air Canada Express (Estacional)                                                          |              |              |              |
| Toronto                                                  | Aeropuerto Internacional Toronto Pearson        | Air Canada Express                                                                       |              |              |              |
| México (1 destino, 4 aerolíneas)                         |                                                 |                                                                                          |              |              |              |
| Cancún                                                   | Aeropuerto Internacional de Cancún              | American Airlines (Estacional) / Delta Air Lines / Frontier Airlines / Viva (Estacional) |              |              |              |
| El Caribe                                                |                                                 |                                                                                          |              |              |              |
| República Dominicana (1 destino, 1 aerolínea)            |                                                 |                                                                                          |              |              |              |
| Punta Cana                                               | Aeropuerto Internacional de Punta Cana          | Frontier Airlines                                                                        |              |              |              |
| Europa                                                   |                                                 |                                                                                          |              |              |              |
| Francia (1 destino, 1 aerolínea)                         |                                                 |                                                                                          |              |              |              |
| París                                                    | Aeropuerto de París-Charles de Gaulle           | Delta Air Lines                                                                          |              |              |              |
| Reino Unido (1 destino, 1 aerolínea)                     |                                                 |                                                                                          |              |              |              |
| Londres                                                  | Aeropuerto de Londres-Heathrow                  | British Airways                                                                          |              |              |              |
| Total: 6 destinos (1 estacional), 6 países, 6 aerolíneas |                                                 |                                                                                          |              |              |              |

## Estadísticas

### Rutas más transitadas
| Número | Ciudad                        | Pasajeros | Aerolínea                                                                                               |
| ------ | ----------------------------- | --------- | --- |
| 1      | Atlanta, Georgia              | 415,000   | Delta Air Lines, Frontier Airlines                                                                      |
| 2      | Orlando, Florida              | 265,000   | Delta Air Lines, Frontier Airlines, Southwest Airlines                                                  |
| 3      | Dallas, Texas                 | 260,000   | American Airlines, American Eagle, Delta Connection, Frontier Airlines                                  |
| 4      | Denver, Colorado              | 253,000   | Allegiant Air, Delta Air Lines, Frontier Airlines, Southwest Airlines], United Airlines, United Express |
| 5      | Chicago, Illinois             | 238,000   | American Eagle, Delta Connection, United Airlines, United Express                                       |
| 6      | Charlotte, Carolina del Norte | 201,000   | American Eagle, Delta Connection                                                                        |
| 7      | Nueva York, Nueva York        | 159,000   | American Eagle, Delta Connection                                                                        |
| 8      | Mineápolis, Minnesota         | 140,000   | Delta Air Lines, Delta Connection, Sun Country Airlines                                                 |
| 9      | Tampa, Florida                | 140,000   | Delta Air Lines, Frontier Airlines, Southwest Airlines                                                  |
| 10     | Newark, Nueva Jersey          | 128,000   | Allegiant Air, Delta Connection, United Airlines, United Express                                        |

| Número | Ciudad              | Carga (libras) | Aerolínea                      |
| ------ | ------------------- | -------------- | ------------------------------ |
| 1      | Anchorage, Alaska   | 38,686,878     | AirBridge Cargo, DHL Aviation  |
| 2      | Leipzig, Alemania   | 14,447,211     | AirBridge Cargo, DHL Aviation  |
| 3      | Miami, Florida      | 14,427,248     | Amazon Air, Amazon Air         |
| 4      | Chicago, Illinois   | 10,341,326     | Amazon Air, DHL Aviation       |
| 5      | Dallas, Texas       | 8,819,609      | Amazon Air, DHL Aviation       |
| 6      | Phoenix, Arizona    | 8,431,588      | Amazon Air, DHL Aviation       |
| 7      | Bruselas, Bélgica   | 8,223,096      | DHL Aviation                   |
| 8      | Guadalajara, México | 7,990,928      | Cargojet Airways, DHL Aviation |
| 9      | Houston, Texas      | 7,066,885      | Amazon Air, DHL Aviation       |

### Tráfico anual
| Año  | Pasajeros  | Año  | Pasajeros  | Año  | Pasajeros | Año  | Pasajeros |
| ---- | ---------- | ---- | ---------- | ---- | --------- | ---- | --------- |
| 1992 | 11,545,682 | 2002 | 20,812,642 | 2012 | 6,038,817 | 2022 | 7,573,416 |
| 1993 | 12,213,874 | 2003 | 21,197,447 | 2013 | 5,718,255 | 2023 | 8,718,443 |
| 1994 | 13,593,522 | 2004 | 22,062,557 | 2014 | 5,908,711 | 2024 | 9,212,348 |
| 1995 | 15,181,728 | 2005 | 22,778,785 | 2015 | 6,316,332 |      |           |
| 1996 | 18,795,766 | 2006 | 16,244,962 | 2016 | 6,773,905 |      |           |
| 1997 | 19,866,308 | 2007 | 15,736,220 | 2017 | 7,842,149 |      |           |
| 1998 | 21,124,216 | 2008 | 13,630,443 | 2018 | 8,865,568 |      |           |
| 1999 | 21,753,512 | 2009 | 10,621,655 | 2019 | 9,103,554 |      |           |
| 2000 | 22,406,384 | 2010 | 7,977,588  | 2020 | 3,615,139 |      |           |
| 2001 | 17,270,475 | 2011 | 7,034,263  | 2021 | 6,282,253 |      |           |

## Aeropuertos cercanos
Los aeropuertos más cercanos son:
- Aeropuerto Internacional de Dayton (102km)
- Aeropuerto Blue Grass (112km)
- Aeropuerto Internacional de Louisville (134km)
- Aeropuerto Internacional de Indianápolis (158km)
- Aeropuerto Internacional de Puerto Columbus (186km)